# Keystone Paris
Pour les articles homonymes, voir Keystone (homonymie).
Keystone Paris est une « agence de reportages photographiques internationaux » française fondée en 1927 par Alexandre Garaï à Paris.

## Histoire
L’agence Keystone View Company (en) naît en 1917, aux Etats-Unis, de l’association d’un homme d’affaires de Pennsylvanie, Lloyd Singley, spécialisé dans la réalisation de vues en stéréoscopie, et de Bert Garaï, un émigré hongrois qui dirige une petite agence de presse, la Press Illustrations Service.
En 1918, Bert Garaï (1890-1973) revient en Europe et choisit Londres pour fonder la première filiale de l’agence « Keystone ». Devant le succès de l’entreprise, Garaï rachète l’intégralité du capital et se retrouve seul à la tête de Keystone View Company qu’il renomme Keystone-Pressilu. Il ouvre un siège à Londres, et en 1924 un bureau à Berlin.
L’agence Keystone Paris est ouverte en 1927 par Alexandre Garaï (1900-1984), le frère cadet de Bert Garaï. Elle est une filiale de Keystone-Londres, 
Elle s’installe rue de Richelieu à Paris, dans un local loué par le quotidien Le Journal et pour faire face à son développement, investit en avril 1930 le cinquième étage d’un immeuble au 25, rue Royale dans le 8e arrondissement.
En juin 1940, l’agence prend la route de l’exode à bord d’un camion transformé en laboratoire photographique ambulant, et s’installe à Vichy, alors que l’occupant nazi réquisitionne le siège de la rue Royale.
Keystone Paris est la première agence photographique à s’équiper de bélinos pour la transmission des images à distance.
À la Libération, l’agence réintègre ses locaux parisiens. Ses archives ont été miraculeusement épargnées. C’est à cette époque que Keystone-Paris  devient totalement indépendante de la maison mère britannique. 
L’agence a disposé de bureaux à Paris, Berlin, Bruxelles, Milan, Vienne, Madrid, Munich, Rome, Budapest, Barcelone, Stockholm et Sao Polo. 
À partir de 1980, Keystone cesse ses activités d’agence de presse pour se consacrer à l’exploitation de son fonds documentaire qui « compte plus de 10 millions de documents : la vie quotidienne, les gens, la vie politique, les grands faits de l’Histoire mondiale, les sciences et techniques, les grandes découvertes, les sports, la vie artistique, les familles royales et l’insolite »,.
En 1984, à la mort d’Alexandre Garaï, l’agence Keystone Paris est passée brièvement sous le contrôle de l’Agence France Presse, puis sera revendue à Éric Baschet propriétaire du fonds de L’Illustration, qui la cède à Hachette Filipacchi Médias (Groupe Lagardère). 
Le fonds iconographique de Keystone France riche de douze millions d’images, est diffusé en 2021 par |’agence Gamma-Rapho et Getty Images.

## Monographie
- Keystone, 60 ans de grands reportages, textes de Marc Dolisi, préface par Lucien Bodard, Éditions Filipacchi, 1987.